# 俄羅斯入侵烏克蘭時間軸 (2023年11月)

俄羅斯入侵烏克蘭的動態地圖（參見可交互的俄烏戰爭詳細地圖）

本條目主要列出俄羅斯入侵烏克蘭在2023年11月的過程。

## 11月1日
烏克蘭當局表示，截至1日上午9時，俄羅斯在過去24小時內，一共襲擊13個州，包括基洛夫格勒州、波爾塔瓦州、赫梅利尼茨基州、第聶伯羅彼得羅夫斯克州、哈爾科夫州、扎波羅熱州、蘇梅州、切爾尼戈夫州、尼古拉耶夫州、盧甘斯克州、敖德薩州、赫爾松州和頓涅茨克州，至少造成3名平民死亡，15名平民受傷。烏克蘭空軍表示，防空部隊擊落20架無人機中的18架和1枚Kh-59制導導彈。第聶伯羅彼得羅夫斯克州州長表示，俄羅斯分別對尼科波爾發動無人機和炮彈襲擊，至少造成1名平民死亡，7名平民受傷。赫爾松市軍事管理局表示，俄羅斯對市中心發動襲擊，至少造成1名平民死亡，2名平民受傷。扎波羅熱州州長表示，俄羅斯軍隊向科米舒瓦卡發射火箭彈，至少造成1名平民死亡。
烏克蘭武裝部隊總參謀部表示，自全面入侵以來，俄羅斯在烏克蘭損失301,490名士兵，過去一天俄羅斯部隊有680人傷亡，累計損失5,223輛坦克、9,834輛裝甲戰車、9,624輛汽車和油箱、7,250個火炮系統、846個多發火箭發射系統、563個防空系統和5,468架
等。總參謀部表示，俄羅斯軍隊試圖在巴赫穆特以南的克利斯奇夫卡和安德里伊夫卡附近以及扎波羅熱州羅博季涅附近奪回失地，但沒有成功，雙方過去一天發生68次衝突。另外，總參謀部表示，自俄羅斯全面入侵開始以來，地雷和其他爆炸裝置造成264名烏克蘭平民死亡，至少包括14名兒童，571人受傷。烏克蘭南方司令部表示，俄羅斯戰機在過去24小時內三次沿黑海民用船隻可能途經的路線投下爆炸物。烏克蘭內政部長表示，10月31日至11月1日俄羅斯軍隊炮擊118個烏克蘭定居點，是今年遭受炮擊最嚴重的一天。
俄羅斯國營傳媒報道，克里米亞大橋短暫關閉，俄佔塞瓦斯托波爾發出空襲警報。俄占顿涅茨克州法院以在马里乌波尔圍城戰期间犯下战争罪為由判處三名乌克兰士兵，最短30年監禁，最長无期徒刑。
烏克蘭外交部發言人要求土耳其安卡拉當局就俄佔克里米亞城市雅爾塔的「代表團」訪問土耳其主辦的地方當局組織國際會議做出解釋。乌克兰国家调查局表示，有人為逃避兵役而行賄征兵办公室，至少有九名征兵办官员與此有關，有100人涉嫌行贿6000-10000美元，主要發生在基辅州。
美聯社援引韓國情報部門消息報道，北韓已經向俄羅斯提供100多萬枚炮彈，以推動其對烏克蘭的戰爭。
德國政府表示，已向烏克蘭提供最新援助，移交12輛裝甲運兵車、2臺空中監視雷達、5艘無人水面船等武器。瑞士聯邦委員會宣佈，在瑞士的烏克蘭難民的臨時保護身份將至少延長到2025年3月，並提供各種國家服務，包括獲得住房和生活補貼，約有66,000名烏克蘭人擁有資格。

## 11月2日
烏克蘭當局表示，截至2日上午9時，俄羅斯在過去24小時內，一共襲擊9個州，包括第聶伯羅彼得羅夫斯克州、哈爾科夫州、扎波羅熱州、蘇梅州、切爾尼戈夫州、尼古拉耶夫州、盧甘斯克州、赫爾松州和頓涅茨克州，至少造成5名平民死亡，14名平民受傷。烏克蘭赫爾松州檢察官辦公室表示，俄羅斯多次襲擊赫爾松州，至少造成2名平民死亡，1名平民受傷。
烏克蘭武裝部隊總參謀部表示，自全面入侵以來，俄羅斯在烏克蘭損失302,420名士兵，過去一天俄羅斯部隊有930人傷亡，累計損失5,241輛坦克、9,877輛裝甲戰車、9,658輛汽車和油箱、7,292個火炮系統、850個多發火箭發射系統、566個防空系統和5,488架無人機等。
俄羅斯國防部表示，防空部隊在黑海和克里米亞上空擊落6架烏克蘭無人機。
俄羅斯政府網站顯示，俄羅斯總統普京已經簽署一項法案，撤銷俄羅斯批准《全面禁止核試驗條約》。
英國國防部表示，烏克蘭的襲擊至少摧毀俄軍4個地對空導彈發射器，包括三個S-400以及克里米亞另一個未知防空系統。
烏克蘭總統澤倫斯基表示，俄羅斯軍隊試圖向頓涅茨克州的武爾萊達爾方向推進，但被烏克蘭守軍擊退，俄軍因此遭受重大損失，包括數十輛軍車以及大量傷亡。烏克蘭臨時被佔領土重返社會部宣佈，由於困難的安全局勢，當局已下令從哈爾科夫州66個定居點疏散275名兒童及其家人。烏克蘭副總理兼經濟部長表示，烏克蘭戰後復甦將需要450萬逃往國外的人民迴歸。根據聯合國的資料，俄羅斯全面入侵期間，有600多萬人逃離烏克蘭，但只有100萬人返回。
韓國聯合通訊社援引韓國軍事官員消息報道，北韓可能向俄羅斯提供短程彈道導彈，炮彈和其他武器，估計平壤向俄羅斯運送大約2000個貨櫃的武器和彈藥。
烏克蘭國家預防腐敗局宣佈，瑞士食品公司雀巢因在俄羅斯繼續開展業務，而將其列入國際戰爭贊助商名單，雀巢繼續向俄羅斯秘密進口技術裝置，並進一步發展業務。
海牙常設仲裁法院判處俄羅斯必須向烏克蘭最大的私營能源公司DTEK支付2.67億美元的損害賠償金，是對俄羅斯在2014年非法吞併克里米亞半島，並從該公司奪取克里米亞資產的補償。
美國眾議院通過向以色列提供143億美元援助的法案，但總統拜登承諾，如果法案不包括對烏克蘭的支援，將否決有關法案，民主黨眾議員亦反對法案中不包括對烏克蘭的任何援助，並呼籲將該法案與對基輔的額外安全援助結合，但許多共和黨眾議員反對向烏克蘭提供更多援助。美國國務院宣佈，制裁200多名外國和俄羅斯個人和實體，涉嫌支援俄羅斯的軍事和經濟，其中針對90個逃避制裁和參與推進俄羅斯對烏克蘭發動戰爭能力的實體和個人，以及參與俄羅斯國防、電子、能源和採礦部門的公司。

## 11月3日
烏克蘭武裝部隊總參謀部表示，俄軍發射38架無人機和1枚X-59導彈，防空系統擊落其中24架無人機和1枚X-59導彈。烏克蘭當局表示，午夜至凌晨期間，俄羅斯對烏克蘭發動的大規模無人機襲擊，破壞了利沃夫州和敖德薩州的基礎設施，以及哈爾科夫市和伊萬諾-弗蘭科夫斯克州的民用設施。哈爾科夫市警方表示，俄軍向哈爾科夫市發射至少10架無人機，造成多起火災，損壞民用基礎設施。第聶伯羅彼得羅夫斯克州州長表示，俄軍在先後襲擊尼科波爾周邊地區7次，至少造成1名平民受傷。烏克蘭陸軍第128山地突擊旅在札波羅熱州前線村莊向士兵頒獎時，遭到俄軍一枚彈道飛彈襲擊，至少造成22（一說19）人死亡。
烏克蘭武裝部隊總參謀部表示，自全面入侵以來，俄羅斯在烏克蘭損失303,270名士兵，過去一天俄羅斯部隊有850人傷亡，累計損失5,265輛坦克、9,901輛裝甲戰車、9,691輛汽車和油箱、7,328個火炮系統、854個多發火箭發射系統和5,495架無人機等。
俄占赫尔松官员表示，恰普林卡遭到乌克兰炮击，至少造成9名平民死亡。
非政府組織「戰爭研究所」表示，俄羅斯軍隊在頓涅茨克州阿夫迪耶夫卡的北翼取得進展，俄軍在阿夫迪伊夫卡以北約四公里的克拉斯諾霍裡夫卡向西南方向前進，接近該市以北的鐵路線。
烏克蘭總統澤連斯基簽署總統令，解除維克托·霍倫科準將擔任特種行動部隊指揮官崗位，並任命謝爾希·盧潘丘克出任指揮官，同時表示，霍倫科將在軍事情報局繼續服務。另外，澤連斯基表示已經收到由美國提供的M1150突擊破障車。烏克蘭外交部長表示，總統澤連斯基正在考慮按計劃於2024年春天舉行選舉，但仍在考慮和權衡不同的利弊。
烏克蘭國防部宣佈，國防部將改變國內生產武器所需的測試過程，刪除部分與烏克蘭生產的武器作戰能力無關的測試要求，認為戰爭時期，沒有必要進行如此冗長的測試，特別是考慮到武器生產後可能會直接投入戰鬥。烏克蘭軍事情報局表示，俄羅斯武器製造商GosNIImash的總董事Igor Kuznetsov的汽車在俄羅斯城市下諾夫哥羅德被縱火，事件由抵抗運動成員策劃。
烏克蘭國家銀行表示，在全面入侵開始時逃往國外又返回烏克蘭的公民數目較預測少，2023年6月至2023年9月期間，國外烏克蘭人數量僅下降約10萬人。
自由歐洲電臺報道，自全面入侵開始以來，俄羅斯在被佔領的克里米亞控制的法院，已經判處472項關於「詆譭」俄羅斯軍隊的裁決。
俄羅斯獨立媒體Mediazona與BBC新聞俄語根據公共來源，包括訃告、親屬、地區媒體和地方當局的報道，證實自2022年2月俄羅斯全面入侵烏克蘭以來，喪生的35,780名俄羅斯士兵名字，並明確表示，實際數字可能更高。
德國聯邦國防軍少將表示，德國已經在2032年之前的預算規劃中為烏克蘭預留資金，自全面入侵以來，已有8000多名烏克蘭士兵在德國接受訓練，俄羅斯需要瞭解德國對烏克蘭的長期承諾至關重要，並強調爭取自由的鬥爭沒有到期日。
美國國防部宣佈新一批援助計劃，其中包括烏克蘭安全援助倡議的3億美元和國防部庫存縮編1.25億美元。美國財政部宣佈，制裁俄羅斯公民葉卡捷琳娜·日達諾娃，涉嫌幫助俄羅斯精英洗錢和避免制裁。
荷兰国防部部长承诺向乌克兰提供价值5亿欧元的弹药。

## 11月4日
烏克蘭當局表示，截至4日上午9時，俄羅斯在過去24小時內，一共襲擊8個州，包括第聶伯羅彼得羅夫斯克州、哈爾科夫州、扎波羅熱州、蘇梅州、尼古拉耶夫州、盧甘斯克州、赫爾松州和頓涅茨克州，至少造成15名平民受傷。赫爾松市軍事管理局表示，俄羅斯多次對赫爾松市發動襲擊，至少造成2名平民死亡，3名平民受傷。赫爾松州政府表示，俄羅斯軍隊炮擊貝里斯拉夫，至少造成1名平民受傷。波爾塔瓦州州長表示，俄羅斯軍隊對該州發動導彈襲擊，至少造成1名平民死亡，2名平民受傷。烏克蘭空軍表示，在第聶伯羅彼得羅夫斯克和波爾塔瓦州上空，擊落3枚伊斯坎德-K巡航導彈。
烏克蘭武裝部隊總參謀部表示，自全面入侵以來，俄羅斯在烏克蘭損失304,100名士兵，過去一天俄羅斯部隊有830人傷亡，累計損失5,276輛坦克、9,939輛裝甲戰車、9,716輛汽車和油箱、7,363個火炮系統、861個多發火箭發射系統和5,534架無人機等。
俄羅斯國防部表示，防空部隊在庫爾斯克和別爾哥羅德地區擊落4架烏克蘭無人機。
俄佔克里米亞官員表示，在刻赤市的一個造船廠附近擊落多枚導彈。烏克蘭空軍司令表示，烏克蘭軍隊發射暴風影導彈，襲擊俄佔克里米亞一艘運載有卡利布林導彈的俄羅斯船隻。俄羅斯國防部則表示，烏克蘭武裝部隊發射15枚導彈攻擊刻赤一家造船廠（扎利夫造船厂），其中13枚導彈遭防空部隊擊落，1艘艦艇被導彈擊中受損。
烏克蘭國防部長要求國防部對昨天烏克蘭第128獨立山地突擊旅士兵遭俄羅斯軍隊襲擊的事件進行全面調查，並慰問陣亡士兵家屬，他表示所有發生的情況都將得到澄清。
烏克蘭總統辦公室副主任普拉夫達援引總統澤連斯基的話表示，澤連斯基應國防部長烏梅羅夫要求解僱特種作戰部隊指揮官維克托·霍倫科，而烏克蘭傳媒報道，事件引發混亂，指霍倫科亦是從媒體得知被解僱。
瑞典國防部長表示，瑞典已經向烏克蘭交代8架FH77BW L52 弓箭手火炮系統。
歐盟委員會主席馮德萊恩抵達烏克蘭首都基輔，總統澤連斯基到場迎接，馮德萊恩表示，此行將討論烏克蘭加入歐盟、重建烏克蘭成為一個現代、繁榮的民主國家以及如何繼續讓俄羅斯為其侵略戰爭付出代價。
義大利國防部長表示，俄羅斯和烏克蘭政治層面上的停火談判，時間尚未到來，又指雖然在以色列-哈馬斯戰爭期間，媒體對烏克蘭的關注有所下降，但基輔合作伙伴的政治關注卻沒有下降。
烏克蘭軍事情報局表示，俄羅斯最近在雅爾斯和布拉瓦進行核彈道導彈試驗均以失敗告終，反映莫斯科核武器運載能力的嚴重問題。烏克蘭國家安全局指控東正教莫斯科牧首弗拉基米爾·貢迪亞耶夫助長俄羅斯的侵略並破壞烏克蘭的領土完整，而且貢迪亞耶夫是俄羅斯最高軍事和政治主管層的核心圈子成員，也是最早公開支援對烏克蘭的全面戰爭的人之一，利用在俄羅斯東正教以及與莫斯科有聯絡的烏克蘭東正教教會的成員，傳播親俄羅斯的宣傳。

## 11月5日
烏克蘭扎波羅熱州長表示，俄羅斯軍隊在過去的一天，對扎波羅熱州19個定居點發動116次襲擊。頓涅茨克代理州長表示，俄羅斯軍隊對阿瓦迪夫卡發動導彈襲擊和大規模炮擊。赫爾松市軍事管理局表示，俄羅斯襲擊赫爾松第訶伯羅夫斯基一個居民區，至少造成1名平民受傷。烏克蘭軍方表示，在過去一天裡，俄羅斯軍隊對赫爾松州發動9次空襲，使用50多枚導彈，擊中多個定居點。赫爾松地區檢察官辦公室表示，俄羅斯軍隊對赫爾松住宅區發動襲擊，至少造成5名平民受傷。第聶伯羅彼得羅夫斯克州州長表示，俄羅斯軍隊炮擊尼科波爾區，至少造成1名平民死亡，2名平民受傷。烏克蘭南方司令部表示，俄羅斯軍隊從黑海發射Kh-31P導彈襲擊敖德薩州一個基礎設施，至少造成3名平民受傷。敖德薩州州長表示，俄羅斯軍隊晚上襲擊敖德薩，至少造成8名平民受傷。 敖德薩市長表示，俄羅斯對敖德薩的無人機和導彈襲擊，對敖德薩美術館造成重大破壞。
烏克蘭武裝部隊總參謀部表示，自全面入侵以來，俄羅斯在烏克蘭損失305,090名士兵，過去一天俄羅斯部隊有990人傷亡，累計損失5,284輛坦克、9,953輛裝甲戰車、9,730輛汽車和油箱、7,375個火炮系統、867個多發火箭發射系統和5,534架無人機等。烏克蘭軍方塔夫里亞作戰戰略小組指揮官表示，烏克蘭軍隊摧毀一架 俄羅斯電子戰系統Pole-21。烏克蘭海軍上尉表示，根據衛星影象顯示，烏克蘭4日對克里米亞的襲擊，嚴重損壞俄羅斯「阿斯科爾德」小型導彈艦。
烏克蘭總統澤連斯基表示，烏克蘭軍方正考慮不同方案，以更快速地前進，並出人意料地打擊俄羅斯。另外，澤連斯基表示，烏克蘭已開始調查第128山地突擊旅士兵遭俄軍突襲死亡事件，形容事件本來可以避免，向遇難者親屬表示哀悼，已要求軍方進行調查和檢討以解決問題。
流亡的烏克蘭馬裡烏波爾市長顧問表示，俄佔頓涅茨克塞多沃的彈藥庫發生爆炸並起火。
俄佔扎波羅熱官員表示，俄羅斯正興建由俄羅斯港口城市羅斯托夫，經扎波羅熱至克里米亞之間的鐵路。

## 11月6日
烏克蘭當局表示，截至6日上午9時，俄羅斯在過去24小時內，一共襲擊10個州，包括第聶伯羅彼得羅夫斯克州、哈爾科夫州、扎波羅熱州、蘇梅州、切爾尼戈夫州、尼古拉耶夫州、盧甘斯克州、敖德薩州、赫爾松州和頓涅茨克州，至少造成1名平民死亡，5名平民受傷。赫爾松地區政府表示，俄羅斯軍隊襲擊赫爾松附近的澤列尼夫卡，至少造成3名平民受傷。赫爾松州軍事管理局表示，俄羅斯襲擊赫爾松州托米納巴爾卡，至少造成1名平民受傷。頓涅茨克地區檢察官辦公室發言人表示，俄羅斯軍隊炮擊克拉斯諾霍裡夫卡，至少造成1名平民死亡。
烏克蘭武裝部隊總參謀部表示，自全面入侵以來，俄羅斯在烏克蘭損失305,970名士兵，過去一天俄羅斯部隊有880人傷亡，累計損失5,288輛坦克、9,958輛裝甲戰車、9,744輛汽車和油箱、7,389個火炮系統、867個多發火箭發射系統和5,554架無人機等。烏克蘭海軍發言人表示，4日在烏克蘭襲擊俄佔克里米亞造船廠時受損的「阿斯科爾德號」輕型護衛艦在2021下水，尚未入列，配備使用地對空導彈防空系統。烏克蘭軍方戰略通訊辦公室表示，「阿斯科爾德號」輕型護衛艦遭受重大破壞，可能使其無法修復。烏克蘭軍事情報局負責人表示，俄羅斯正在等待氣溫降至零度以下，隨著電力消耗達到峰值，針對能源設施的大規模攻擊，將在寒冷天氣開始時開始，但基輔目前的氣溫異常溫暖。烏克蘭第47機械化旅表示，俄羅斯在過去三週，在頓涅茨克州阿瓦迪夫卡附近損失，包括近7000名士兵、100輛坦克和250輛裝甲車。
烏克蘭武裝部隊總司令瓦列里·扎盧日內表示，其助理漢納迪·查斯蒂亞科夫少校（Major Hennadii Chastiakov）被藏在生日禮物中的手榴彈炸死。烏克蘭第128山地突擊旅在社交網站表示，俄羅斯導彈襲擊造成19名成員死亡。被指有可能是3日在前線軍事頒獎儀式上遭到突襲。該旅沒有提供任何進一步的細節，但表示會為成員報仇。烏克蘭赫爾松地區檢察官辦公室表示，俄羅斯聯邦安全局一名上校涉嫌折磨烏克蘭平民，包括毆打和死亡威脅，已將證據遞交法院。
烏克蘭總統澤連斯基表示，明年舉行烏克蘭總統選舉的想法不負責任，認為不是選舉的合適時機，需要結束政治爭端並繼續團結一致地工作，現在是防禦的時候，決定國家和人民命運的戰鬥的時候，而不是讓俄羅斯有機會操縱烏克蘭的時候，因此拒絕確定明年舉行選舉。乌克兰议会批准再次延长战时状态至2024年2月14日。
烏克蘭國營國防工業企業負責人表示，烏克蘭已開始大規模生產最大射程為1000公里的無人機。
波兰数百名卡车司机不滿欧盟给予乌克兰运输企业的特殊待遇，封锁了波兰与乌克兰边境的三个主要过境点。
法国武器制造商Verney-Carron決定向乌克兰提供10,000支突击步枪、2,000支狙击步枪和400个榴弹发射器。法國和烏克蘭將支付武器費用。交付过程将持续10个月。
前美國總統特朗普拒绝了乌克兰总统泽连斯基邀请他访问乌克兰的提议。

## 11月7日
烏克蘭第聶伯羅彼得羅夫斯克州州長表示，俄羅斯炮擊尼科波爾，至少造成1名平民受傷。哈爾科夫地區政府表示，魯比日涅發生誤觸地雷事件，至少造成1名平民受傷。第聶伯羅彼得羅夫斯克州州長表示，俄羅斯軍隊襲擊尼科波爾，至少造成1名平民受傷。
烏克蘭武裝部隊總參謀部表示，自全面入侵以來，俄羅斯在烏克蘭損失306,860名士兵，過去一天俄羅斯部隊有890人傷亡，累計損失5,293輛坦克、9,974輛裝甲戰車、9,767輛汽車和油箱、7,410個火炮系統、869個多發火箭發射系統和5,557架無人機等。烏克蘭軍事情報局表示，部置在俄佔赫爾松的俄羅斯軍隊一直在天然氣管道、變電站和其他關鍵基礎設施埋設地雷和炸藥。烏克蘭頓內茨克州阿夫迪伊夫卡軍事行政局負責人表示，留守在阿瓦迪夫卡焦炭和化工廠的最後16名工人已疏散離開，但工廠所在小鎮的17名居民仍然住在工廠唯一完好無損的倉庫內，拒絕離開，現時俄羅斯軍隊正在準備對阿瓦迪夫卡進行第三波襲擊，目的是奪取該工廠。
俄佔頓涅茨克領導人丹尼斯·普希林表示，乌克兰使用海馬斯系統炮擊顿涅茨克市，造成6人死亡，11人受伤。俄羅斯傳媒報道，俄佔克里米亞軍事基地附近的一系列爆炸事件，包括黑海主要港口之一，塞瓦斯托波爾附近的貝爾貝克軍用機場，俄佔塞瓦斯托波爾官員表示，俄羅斯防空系統擊落五架烏克蘭無人機。俄羅斯國防部則表示，在黑海和克里米亞半島上空擊落15架無人機。
烏克蘭總統澤連斯基表示，由基輔合作伙伴最近交付國家先進地對空導彈系統已經投入運作，並在冬天之前及時加強防空系統。另外，澤連斯基決定執行國安和國防委員會決定，制裁俄羅斯寡頭米哈伊尔·弗里德曼及與其有关联的九家公司，涉嫌支持俄罗斯入侵乌克兰。烏克蘭內政部發言人表示，造成烏克蘭武裝部隊總司令扎盧日尼助理漢納迪·查斯蒂亞科夫少校手榴彈爆炸死亡事件，可能是因為粗心處理手榴彈導致。
烏克蘭中央選舉委員會副主席表示，根據《烏克蘭憲法》，戰時和戒嚴令期間不可舉行選舉，委員會亦沒有收到任何關於2024年春季舉行總統選舉的籌備資訊，憲法亦明確規定，在選出新任總統前，現住總統可以繼續行使權力。
俄羅斯外交部宣佈，由於西方國家對俄羅斯的針對，俄羅斯決定正式退出《歐洲常規武裝力量條約》。北約宣布，因應俄羅斯確認正式退出《歐洲常規武裝力量條約》，北約示暫停履行《歐洲常規武裝力量條約》，條約作為歐洲-大西洋安全架構的基石，盟國遵守該條約，但俄羅斯不遵守條約的情況不可以持續。
荷蘭國防部表示，空軍5架F-16戰機正在前往羅馬尼亞的烏克蘭飛行員培訓中心，將為訓練提供12-18架F-16，戰機仍將是荷蘭財產，只會在北約領土上飛行。
法國國防部長表示，法國計劃為烏克蘭援助計劃增加2億歐元，額外的支援將使烏克蘭軍隊能夠繼續購買法國軍事裝備。

## 11月8日
烏克蘭當局表示，截至8日上午9時，俄羅斯在過去24小時內，一共襲擊10個州，包括第聶伯羅彼得羅夫斯克州、哈爾科夫州、扎波羅熱州、蘇梅州、切爾尼戈夫州、尼古拉耶夫州、盧甘斯克州、波爾塔瓦州、赫爾松州和頓涅茨克州，至少造成5名平民死亡，4名平民受傷。頓涅茨克州檢察官辦公室表示，俄軍對巴赫穆特和克拉馬託斯克地區發動襲擊，至少造成2名平民死亡，1名平民受傷。烏克蘭南方司令部表示，1枚俄羅斯導彈擊中敖德薩州一艘悬挂利比里亚国旗的民用船隻，至少造成船上1名平民死亡，4名平民受傷。
烏克蘭武裝部隊總參謀部表示，自全面入侵以來，俄羅斯在烏克蘭損失307,640名士兵，過去一天俄羅斯部隊有780人傷亡，累計損失5,301輛坦克、9,996輛裝甲戰車、9,814輛汽車和油箱、7,439個火炮系統、872個多發火箭發射系統和5,567架無人機等。另外，在过去24小时内，乌军与俄军在前线地区发生57次战斗，乌军在巴赫穆特、阿夫杰耶夫卡、马林卡方向击退俄军多次进攻，乌军继续在梅利托波尔、巴赫穆特方向发动进攻，对俄军人员和装备造成损失。
俄罗斯国防部表示，俄军在库皮扬斯克、红利曼、顿涅茨克、扎波罗热、赫尔松等方向击退乌军进攻并发动多次攻势，打击乌军人员并摧毁坦克、装甲车以及火炮等武器装备。此外，防空部队击落乌空军苏-27、米格-29、苏-25战机，拦截31架乌军无人机。
俄羅斯國營傳媒「塔斯社」援引地區消息報道，俄佔盧甘斯克官員和前軍事指揮官米哈伊爾·菲利彭年科（Mikhail Filiponenko）在盧甘斯克被汽車炸彈炸死，烏克蘭軍事情報局也證實了該一事件，情報局指責菲利彭年科參與在盧甘斯克虐待戰俘和平民，形容他是戰犯。
俄羅斯國營傳媒「塔斯社」報道，東西伯利亞布里亞共和國一名男子涉嫌與烏克蘭情報部門合作，說服俄羅斯士兵到達前線後叛逃，被俄羅斯聯邦安全局逮捕。俄羅斯頓河畔羅斯托夫軍事法庭判處1名烏克蘭海軍戰俘，涉嫌殺害1名平民，指控該士兵虐待平民、以種族或民族仇恨為由謀殺、暴力奪取權力和開展恐怖活動，監禁19年。
烏克蘭內政部長表示，自當局於10月下旬下令強制疏散以來，烏克蘭國家警察已經從頓涅茨克州前線定居點疏散 126名兒童及其家人，但仍然有128名兒童生活在前線定居點。敖德薩一家法院裁定，已經逃往俄羅斯的親俄烏克蘭政治家弗拉基米爾·薩爾多出任俄佔赫爾松最高「代理人」，犯有叛國罪、合作主義和為俄羅斯入侵烏克蘭辯護罪，判處監禁15年，沒收財產並禁止擔任國家管理職位。
歐盟委員會主席馮德萊恩宣佈，已經收到烏克蘭和摩爾多瓦開始正式加入歐盟談判的建議，亦收到喬治亞獲得候選地位的建議，其中烏克蘭已經完成規定的90%以上必要步驟。
英國外交部宣佈新一輪制裁名單，制裁29個支援俄羅斯黃金、石油和戰略部門的個人和實體，包括俄羅斯企業、寡頭和總部設在第三方國家的公司。
德國武器製造商萊茵金屬宣佈，接獲德國政府命令向烏克蘭提供約10萬發120毫米迫擊炮彈藥。斯洛伐克新任政府拒絕批准上任政府提出，向烏克蘭提供4320萬美元的軍事援助計劃。美國國家安全委員會發言人表示，自戰爭開始以來，美國已經使用分配給烏克蘭的96%資金，剩下4%可供分配。如果想撥付更多资金給烏克蘭則需要国会額外批准。
聯合國安理會应俄罗斯要求召開緊急会议，討論烏軍炮擊俄佔頓涅茨克市造成的平民死傷。联合国助理秘书长表示，現時前線雙方均發生针对平民和民用基础设施的攻击，谴责有關攻击，不論在何处发生、由何人所为。

## 11月9日
烏克蘭當局表示，截至9日上午9時，俄羅斯在過去24小時內，一共襲擊9個州，包括第聶伯羅彼得羅夫斯克州、哈爾科夫州、扎波羅熱州、蘇梅州、切爾尼戈夫州、尼古拉耶夫州、盧甘斯克州、赫爾松州和頓涅茨克州，至少造成3名平民死亡，4名平民受傷。赫爾松州檢察官辦公室表示，俄軍對比洛澤卡發動襲擊，至少造成1名平民死亡。烏克蘭內政部長表示，俄羅斯軍隊對赫爾松住宅區發動襲擊，至少造成1名平民死亡，3名平民受傷。赫爾松州政府表示，俄羅斯軍隊襲擊揚塔爾內，至少造成1名平民受傷。
烏克蘭武裝部隊總參謀部表示，自全面入侵以來，俄羅斯在烏克蘭損失308,720名士兵，過去一天俄羅斯部隊有1,080人傷亡，累計損失5,316輛坦克、10,014輛裝甲戰車、9,853輛汽車和油箱、7,475個火炮系統、875個多發火箭發射系統和5,593架無人機等。總參謀部上午發表報告表示，烏克蘭空軍在過去一天內，對俄羅斯部隊和裝備發動12次襲擊，和4次導彈襲擊，對俄羅斯防空系統發動3次空襲等，雙方共發生78次衝突，俄軍發動2次導彈襲擊、48次空襲和79次多發火箭系統襲擊，在巴赫穆特方向擊退俄軍約30次襲擊，在阿瓦迪夫卡附近擊退約10次襲擊，在馬林卡擊退20次，在庫皮揚斯克擊退6次。烏克蘭國民警衛隊發言人表示，俄羅斯繼續向被圍困的阿瓦迪夫卡市，部置更多步兵和裝備，並從3個不同角度進攻約80次，但進展不大。
俄羅斯庫爾斯克州州長表示，1架烏克蘭無人機向俄羅斯庫爾斯克州蘇扎鎮的一家乳品廠投下彈藥。俄佔赫爾松地區官員表示，烏克蘭部隊向俄佔赫爾松斯卡多夫斯克發射2枚導彈，至少造成11名平民受傷。俄羅斯國防部表示，防空部隊在黑海近克里米亞海岸上空，擊落1枚烏克蘭海王星反艦導彈。
俄罗斯总统普京视察位於顿河畔罗斯托夫的俄南部军区总部，听取关于俄烏戰爭的报告。俄羅斯前總統、聯邦安全會議副主席梅德韋傑夫表示，年初以來已有41萬人以合同兵身份入伍，預計明年將繼續吸納更多合同制軍人。
非牟利智庫「戰爭研究所」表示，俄羅斯軍事指揮部可能會重新部署具有戰鬥力的增援部隊，以應對烏克蘭在第聶伯河東岸發動的行動，同時在其他地方開展防禦行動。
烏克蘭總統澤連斯基簽署2項法案，第9次將戒嚴令和總動員令延長90天，至2024年2月14日。烏克蘭內政部通訊司副司長表示，自全面入侵開始以來，11名烏克蘭士兵和執法人員在駕駛期間撞向軍事路障上喪生，另有37人受傷。烏克蘭全國記者工會主席表示，俄羅斯仍然關押至少25名烏克蘭記者，當中包括被綁架和俘虜。烏克蘭赫爾松州州長表示，在政府和非政府組織的協助下，再有3名烏克蘭兒童返回烏克蘭。
歐洲議會通過一項決議，認為現時對俄羅斯的制裁未夠廣泛，執行亦不足，對俄羅斯經濟的影響並沒有預期中嚴重。因此，俄羅斯才能維持在烏克蘭戰爭中的力量。
美國國防部發言人表示，美國政府繼續向烏克蘭提供軍事援助，但援助力度正在縮小。美國歐洲及歐亞事務助理國務卿詹姆斯·奧布萊恩表示，被西方盟友凍結的約3000億美元俄羅斯資產在莫斯科支付烏克蘭重建費用前，不會歸還。
烏克蘭據基礎設施部表示，雖然俄羅斯軍隊襲擊港口民用船隻，但由烏方開設的黑海臨時走廊仍會繼續運作，6艘載有231,000公噸農產品的貨船已離開烏克蘭港口前往博斯普魯斯海峽，另外5艘貨船正在等待進入港口。
乌克兰国家预防腐败局表示，由於格鲁吉亚葡萄酒生产商博莱罗集团（Bolero Group）繼續在俄羅斯開展業務，將該公司添加到国际战争赞助商名单中。

## 11月10日
烏克蘭當局表示，截至10日上午9時，俄羅斯在過去24小時內，一共襲擊10個州，包括第聶伯羅彼得羅夫斯克州、哈爾科夫州、扎波羅熱州、蘇梅州、切爾尼戈夫州、尼古拉耶夫州、盧甘斯克州、切爾卡瑟州、赫爾松州和頓涅茨克州，至少造成2名平民死亡，7名平民受傷。烏克蘭空軍表示，俄軍發射6架無人機和2枚巡航導彈，防空部隊擊落5架無人機和1枚導彈。第聶伯羅彼得羅夫斯克州州長表示，俄軍對尼科波爾發動襲擊，至少造成1名平民死亡，1名平民受傷。烏克蘭軍方塔夫里亞作戰戰略小組指揮官表示，俄羅斯軍隊用各種武器襲擊阿瓦迪夫卡市，包括多管火箭系統和空襲，至少造成2名平民死亡。敖德薩州州長表示，俄羅斯對敖德薩發動多次襲擊，至少造成3名平民受傷。赫爾松州州長表示，俄羅斯軍隊分別襲擊多個地區，至少造成1名平民死亡，9名平民受傷。
烏克蘭武裝部隊總參謀部表示，自全面入侵以來，俄羅斯在烏克蘭損失309,520名士兵，過去一天俄羅斯部隊有800人傷亡，累計損失5,317輛坦克、10,017輛裝甲戰車、9,876輛汽車和油箱、7,489個火炮系統、877個多發火箭發射系統、578個防空系統、322架飛機、324架直升機、5,595架無人機、20艘船隻和1艘潛艇。烏克蘭軍事情報局表示，在克里米亞附近，使用無人艇擊中2架俄軍羚羊級登陸艦，並已經沉沒。流亡的烏克蘭馬里烏波爾市長顧問表示，馬里烏波爾抵抗運動在俄佔馬里烏波爾炸毀一輛屬於俄羅斯警察的汽車。
俄羅斯國防部表示，防空部隊在莫斯科州和斯摩棱斯克州上空擊落2架無人機。俄羅斯能源部部長表示，烏克蘭將襲擊俄羅斯的石油和天然氣基礎設施，以報復冬季對烏克蘭電力系統的襲擊。
英國國防部表示，自2022年6月以來，超過3萬名烏克蘭新兵在英國接受培訓。
烏克蘭國會人權監察員表示，被俄羅斯當局強行驅逐到俄羅斯的17歲烏克蘭男孩將返回烏克蘭，該男孩去年10月被安置在莫斯科州一個寄養家庭，並於2023年11月18歲生日前收到俄軍徵兵通知。烏克蘭國家安全局表示，拘留一名敖德薩州居民，涉嫌協助俄羅斯打擊烏克蘭糧食出口基礎設施。苏梅一家法院指控一名男子，涉嫌替俄羅斯聯邦安全局从事间谍活动，在2022年基辅攻势時，駕駛汽車引導俄罗斯軍隊前往基辅，被判處监禁15年。
加拿大外交部宣佈，制裁直接推動俄羅斯對烏克蘭侵略戰爭的個人和實體，包括9個人和6個實體，涉嫌傳播虛假敘事和宣傳。

## 11月11日
烏克蘭當局表示，截至11日上午9時，俄羅斯在過去24小時內，一共襲擊11個州，包括第聶伯羅彼得羅夫斯克州、哈爾科夫州、扎波羅熱州、蘇梅州、切爾尼戈夫州、尼古拉耶夫州、盧甘斯克州、基輔州、敖德薩州、赫爾松州和頓涅茨克州，至少造成4名平民死亡，15名平民受傷。烏克蘭基輔市軍事管理局局長表示，俄羅斯軍隊向基輔發射1枚彈道導彈，被防空部隊使用愛國者防空系統擊落。烏克蘭空軍表示，俄羅斯發射31架無人機，其中19架被擊落。赫爾松地區軍事管理局表示，俄羅斯炮擊赫爾松市中部地區，至少造成1名平民死亡，2名平民受傷。烏克蘭能源部表示，俄羅斯襲擊烏克蘭多個地區的能源基礎設施，導致6個州數千人停電。頓涅茨克州檢察官辦公室表示，俄羅斯炮擊託雷茨克，至少造成2名平民死亡。
烏克蘭武裝部隊總參謀部表示，自全面入侵以來，俄羅斯在烏克蘭損失310,650名士兵，過去一天俄羅斯部隊有1,130人傷亡，累計損失5,342輛坦克、10,041輛裝甲戰車、9,925輛汽車和油箱、7,527個火炮系統、879個多發火箭發射系統、579個防空系統、5,620架無人機、22艘船隻和1艘潛艇等。烏克蘭軍方塔夫里亞作戰戰略小組指揮官表示，俄羅斯軍隊在頓涅茨克州阿瓦迪夫卡附近的攻擊再次變得活躍，但損失慘重，包括大量裝甲車，烏軍擊退俄羅斯35次襲擊，俄羅斯損失急劇上升，傷亡率與前幾天相比增加近30%。烏克蘭國家邊境局表示，烏克蘭軍隊重新奪回哈爾科夫州託波利，並升起國旗。
俄羅斯鐵路股份公司表示，一輛貨運列車在俄羅斯梁贊州雷布諾耶鎮附近出軌，導致19節車廂脫離軌道懷疑是游擊隊所做。
英國國防部表示，俄羅斯國家檔案局出版數百份檔案集，最遠可以追溯到11世紀，亦包括俄羅斯總統普京的「偽歷史」分析，試圖為俄羅斯的全面入侵辯護，形容克里姆林宮將歷史「武器化」，加強向俄羅斯民眾灌輸反西方主義，恐嚇西方鄰國，其中一份檔案以「關於俄羅斯人和烏克蘭人的歷史團結」為名，形容俄羅斯人和烏克蘭人是一個民族，烏克蘭立場向西轉移是因為外國的惡意影響。
烏克蘭臨時被佔領土重返社會部部長表示，統計11月烏克蘭境內流離失所者，有360萬人在俄羅斯於全面入侵烏克蘭後流離失所，近半沒有正式申請獲得政府福利。
德國國防部表示，政府同意將2024年對烏克蘭的軍事援助預算由43億美元，增加到86億美元。
拉脫維亞總統表示，莫斯科已經為長期戰爭做好充分準備，西方必須繼續向烏克蘭提供安全援助，否則俄羅斯將在未來威脅其他國家。

## 11月12日
烏克蘭當局表示，截至12日上午9時，俄羅斯在過去24小時內，一共襲擊9個州，包括第聶伯羅彼得羅夫斯克州、哈爾科夫州、扎波羅熱州、蘇梅州、切爾尼戈夫州、尼古拉耶夫州、盧甘斯克州、赫爾松州和頓涅茨克州，至少造成110個定居點和41個基礎設施受損。烏克蘭赫爾松州長表示，俄羅斯過去一天，襲擊赫爾松州62次，至少造成1名死亡，5名平民受傷。另外，赫爾松市軍事管理局表示，俄羅斯炮擊第聶伯羅夫斯基，至少造成1名平民死亡，1名平民受傷。烏克蘭頓涅茨克州代理州長表示，俄羅斯軍隊多次襲擊頓涅茨克州，分別在託列茨克造成2名平民死亡，明基夫卡造成1名平民死亡。烏克蘭哈爾科夫州長表示，俄羅斯對舍夫琴基夫斯基發動襲擊，破壞民用基礎設施，沒有傷亡報告。
烏克蘭武裝部隊總參謀部表示，自全面入侵以來，俄羅斯在烏克蘭損失311,750名士兵，過去一天俄羅斯部隊有1,100人傷亡，累計損失5,349輛坦克、10,041輛裝甲戰車、9,944輛汽車和油箱、7,559個火炮系統、881個多發火箭發射系統、580個防空系統和5,632架無人機等。另外，總參謀部表示，雙方在前線發失80多起衝突，烏軍擊退俄羅斯對庫皮揚斯克、萊曼、阿瓦迪夫卡、馬林卡、羅博季涅的襲擊，俄軍分別對烏克蘭部隊陣地和定居點，發射導彈和多管火箭發射器，共進行63次空襲和64次炮擊。烏克蘭軍方塔夫里亞作戰戰略小組指揮官表示，烏軍在過去一天記錄到俄羅斯對南部發動30次空襲、712次炮擊和48次衝突，烏軍繼續向梅利託波爾方向反攻，烏克蘭亦炮擊俄羅斯陣地1千多次，俄羅斯沿東南軸線損失572名士兵，2輛坦克和14輛裝甲戰車等。烏克蘭北方司令部表示，俄軍在過去一天越境炮擊切爾尼戈夫北部和蘇梅州13次。烏克蘭地面部隊指揮官表示，俄羅斯軍隊加強對頓涅茨克州巴赫穆特附近發動襲擊，試圖控制附近陣地。
烏克蘭軍事情報局表示，俄佔梅利託波爾市抵抗運動進行報復行動，令俄羅斯軍隊總部發生強烈爆炸，導致至少3名俄羅斯軍官喪生。烏克蘭國家抵抗中心表示，俄羅斯I-Fly航空公司為俄羅斯國防部運營航班，並將應徵兵由新西伯利亞運往頓河畔羅斯托夫，並部署在烏克蘭。另外，中心援引俄佔地區親烏克蘭地下組織資訊表示，一些前瓦格納士兵已被轉移至俄佔赫爾松斯卡多夫斯克附近的一個營地，並沒有獲得交通工具、個人防護裝置和其他必要用品。
烏克蘭總統澤連斯基表示，由於夥伴國家的支援，烏克蘭的防空系統比前一年更加強大，美國、德國、法國、英國、挪威、義大利、羅馬尼亞、瑞典、荷蘭、捷克、斯洛伐克、保加利亞、波蘭、波羅的海國家等已協助烏克蘭建立防空能力，如愛國者、IRIS-T、SAMP-T或HAWK，加強對烏克蘭基礎設施的保護。烏克蘭空軍發言人表示，烏克蘭已成功將蘇聯製造的防空系統轉換發射美國生產的導彈。
德國總理蕭茲表示，如果俄羅斯領導人從烏克蘭撤軍，將與俄羅斯總統普京舉行會談，而除了烏克蘭的和平方案外，烏克蘭的盟友沒有其他與俄羅斯的談判計劃。韓國總統尹錫悅與美國高層會晤時表示，北韓與烏克蘭和俄羅斯戰爭有直接和間接的關係。

## 11月13日
烏克蘭赫爾松州州長表示，俄羅斯在過去一天對赫爾松州發動多場襲擊，至少造成1名平民死亡，2名平民受傷。此外，州長表示，俄羅斯軍隊對赫爾松市中心發動猛烈襲擊，至少造成2名平民死亡，10名平民受傷。另外，內政部長表示，俄軍炮擊赫爾松市郊區，至少造成1名平民死亡，2名平民受傷。烏克蘭第聶伯羅彼得羅夫斯克州州長表示，俄羅斯軍隊炮擊尼科波爾，至少造成1名平民受傷。
烏克蘭武裝部隊總參謀部表示，自全面入侵以來，俄羅斯在烏克蘭損失312,550名士兵，過去一天俄羅斯部隊有800人傷亡，累計損失5,354輛坦克、10,079輛裝甲戰車、9,949輛汽車和油箱、7,569個火炮系統和5,634架無人機等。另外，總參謀部表示，烏克蘭軍隊在過去一天擊退俄軍在頓涅茨克州馬林卡方向24次襲擊以及17次在阿瓦迪夫卡襲擊，整個前線發生69起衝突，俄羅斯發動7次導彈襲擊、34次空襲和59次多管火箭襲擊。
烏克蘭國家安全局表示，2名烏克蘭公民涉嫌向俄羅斯提供愛國者導彈的照片，協助襲擊基輔和切爾卡瑟而被拘留。總檢察長辦公室表示，哈尔科夫一名男子涉嫌向俄罗斯提供情报，協助俄羅斯襲擊哈爾科夫市地區國家行政大樓在內的建築，而被判处终身监禁。烏克蘭國家安全局表示，已開始調查自全面戰爭以來約8000起涉嫌叛國的案件。
俄羅斯克拉斯诺亚尔斯克边疆区一名居民因批评俄罗斯在乌克兰的「特別军事行動」和蘇聯領袖约瑟夫·斯大林而被判处7.5年监禁。
烏克蘭外交部長證實，由於歐洲國防工業狀況不佳，歐盟承諾提供的100萬枚炮彈或需要延遲交付。
美國駐烏克蘭大使表示，自8月烏方單方面的黑海人道主義走廊開放以來，已有100艘船透過走廊進出烏克蘭，運送370萬噸食品和貨物。
羅馬尼亞國防部部長表示，烏克蘭飛行員F-16戰機培訓中心已於羅馬尼亞開放，將成為F-16飛行員培訓的國際樞紐。德國駐烏克蘭大使表示，德國將向烏克蘭再提供2個IRIS-T防空系統，並且已移交10架豹1坦克等。
挪威外交部表示，挪威將向烏克蘭運作的國內人道主義援助組織提供8970萬美元額外資金。

## 11月14日
烏克蘭當局表示，截至14日上午9時，俄羅斯在過去24小時內，一共襲擊9個州，包括第聶伯羅彼得羅夫斯克州、哈爾科夫州、扎波羅熱州、蘇梅州、切爾尼戈夫州、尼古拉耶夫州、盧甘斯克州、赫爾松州和頓涅茨克州，至少造成3名平民死亡，19名平民受傷。烏克蘭空軍表示，俄羅斯發射9架無人機、1枚伊斯坎德爾彈道導彈和1枚Kh-35導彈，其中防空部隊擊落7架無人機。赫爾松州軍事管理局表示，俄羅斯對科拉貝爾發動炮擊，至少造成1名平民受傷。第聶伯羅彼得羅夫斯克州長表示，俄羅斯軍隊多次襲擊尼科波爾，合共至少造成2名平民死亡，2名平民受傷。赫爾松市軍事管理局負責人表示，俄羅斯襲擊科拉貝爾尼，至少造成2名平民受傷。另外，赫爾松州檢察官辦公室表示，俄羅斯對貝里斯拉夫發動炮擊，至少造成1名平民受傷。
烏克蘭武裝部隊總參謀部表示，自全面入侵以來，俄羅斯在烏克蘭損失313,470名士兵，過去一天俄羅斯部隊有920人傷亡，累計損失5,362輛坦克、10,086輛裝甲戰車、9,973輛汽車和油箱、7,588個火炮系統和5,649架無人機等。總參謀部在上午的報告中表示，俄羅斯軍隊在過去的一天，沿著從南部羅博坦到東北部庫皮揚斯克的前線，向7個方向發動襲擊，與俄羅斯軍隊發生約80次衝突，俄羅斯針對民用和軍事目標發動4次導彈襲擊、53次空襲和45次多管火箭系統襲擊。烏克蘭地面部隊指揮官表示，过去两周以来俄羅斯軍隊已在烏克蘭哈爾科夫州和頓涅茨克州東部前線的戰鬥中損失了4000多名士兵和500件裝備。
俄羅斯國防部表示，防空系統在布良斯克、莫斯科、坦波夫和奧廖爾州上空擊落4架烏克蘭無人機。俄羅斯獨立傳媒Meduza報道，位於俄羅斯布良斯克州專門生產軍用炸藥和彈藥的布萊恩斯克化工廠遭到無人機襲擊。
烏克蘭國防部長表示，第128山區突擊旅頒獎禮上遭俄軍突襲，而造成至少19名烏克蘭士兵喪生的事件，原本可以避免，但組織者無視基本安全措施，導致悲劇發生。
烏克蘭總檢察長辦公室表示，調查後確認2名在戰爭期間在哈爾科夫州殺害至少4名平民的俄羅斯士兵，4名平民包括著名兒童作家弗拉基米爾·瓦庫連科，2名士兵原本是烏克蘭盧甘斯克州人，後加入俄羅斯軍隊。乌克兰國家安全局在米科拉伊夫逮捕了一名涉嫌为俄罗斯刺探乌克兰空军基地情报的男子。
烏克蘭非政府組織「拯救烏克蘭」創始人表示，從俄佔地區救出4名烏克蘭兒童及其家人。
歐盟委員會宣佈，歐盟將額外提供1.720萬美元用於烏克蘭的人道主義援助行動，另有1070萬美元用於支援烏克蘭難民及在摩爾多瓦的收容行動。德國武器製造商萊茵金屬表示，將向烏克蘭提供25輛豹1A5坦克，作為德國政府資助訂單的一部分。德国国防部长表示，在2024年3月前，欧盟可能无法向乌克兰提供一百万枚155毫米炮弹。
陶里亚蒂一名居民因污损在乌克兰服役的俄罗斯士兵的海报而被判处六年监禁。

## 11月15日
烏克蘭當局表示，截至15日上午9時，俄羅斯在過去24小時內，一共襲擊10個州，包括基洛夫格勒州、第聶伯羅彼得羅夫斯克州、哈爾科夫州、扎波羅熱州、蘇梅州、切爾尼戈夫州、尼古拉耶夫州、盧甘斯克州、赫爾松州和頓涅茨克州，至少造成2名平民死亡，12名平民受傷。烏克蘭頓涅茨克州政府表示，俄羅斯軍隊對西部的塞利多夫市發動導彈襲擊，至少造成1名平民死亡，2名平民受傷。扎波羅熱州州長表示，俄羅斯發射3枚導彈襲擊扎波羅熱州內一個居民區，造成2名救援人員死亡，3名救援人員和4名平民受傷。烏克蘭能源部表示，俄羅斯炮擊頓涅茨克州一座火力發電廠和損壞哈爾科夫州一條天然氣管道。赫爾松州長表示，俄羅斯軍隊使用S-300導彈7次襲擊楚伊胡夫。烏克蘭國家緊急局表示，俄羅斯晚上對頓涅茨克塞利多夫發動導彈襲擊，至少造成4名平民死亡，3名平民受傷。
烏克蘭武裝部隊總參謀部表示，自全面入侵以來，俄羅斯在烏克蘭損失314,290名士兵，過去一天俄羅斯部隊有820人傷亡，累計損失5,377輛坦克、10,104輛裝甲戰車、10,020輛汽車和油箱、7,647個火炮系統和5,657架無人機等。
俄佔赫爾松地區官員表示，一小群烏克蘭士兵成功控制一座橫跨第聶伯羅河的鐵路橋至第聶伯羅河東南2公里的克林基，是俄方首次承認烏克蘭登陸第聶伯羅河東岸，官員指有關部隊受到俄羅斯猛烈炮擊，遭受重大損失。
非政府智庫「戰爭研究所」表示，烏克蘭軍隊在赫爾松州左岸開展更大的行動，並引述烏克蘭南方行動司令部發言人所指，烏克蘭軍隊正成功擊退俄羅斯軍隊，並在第聶伯河東岸建立3至8公里的緩衝區。
烏克蘭國家安全局表示，俄羅斯新聞工作者阿爾緬·加斯帕里安，涉嫌宣傳烏克蘭需要去納粹化，種族滅絕、倡導暴力推翻烏克蘭政府以及侵犯烏克蘭領土完整和不可侵犯性，在缺席審訊下被判監10年。

## 11月16日
烏克蘭空軍表示，俄羅斯軍隊發射18架無人機和1枚導彈，其中防空部隊擊落16架和1枚導彈。赫爾松州州長表示，俄羅斯襲擊赫爾松州比洛澤爾卡，至少造成1名平民死亡，4名平民受傷。另外，俄羅斯襲擊赫爾松市，至少造成1名平民死亡，8名平民受傷，包括1名女童。
烏克蘭武裝部隊總參謀部表示，自全面入侵以來，俄羅斯在烏克蘭損失315,620名士兵，過去一天俄羅斯部隊有1,130人傷亡，累計損失5,388輛坦克、10,121輛裝甲戰車、10,060輛汽車和油箱、7,683個火炮系統和5,689架無人機等。
烏克蘭總統澤連斯基會見新任英國外交大臣，前首相卡梅倫，並感謝英國對烏克蘭的堅定支援。另外，澤連斯基透露，自以色列-哈馬斯戰爭開始以來，西方盟友向烏克蘭提供的炮彈數量有所減少，特別是急需的155毫米炮彈的供應明顯減速。澤倫斯基在接受記者訪問時引用烏克蘭情報部門和西方國家的資訊表示，俄羅斯正在策劃一場被稱為「邁丹3」的行動，旨在破壞烏克蘭的穩定，最終煽動政變。
瑞士外交部表示，瑞士支援成立一個國際特別法庭，調查俄羅斯對烏克蘭的侵略罪，堅信對烏克蘭的侵略決不能逍遙法外，瑞士成為第39個國家加入有關倡議。
美國耶魯大學公共衛生學院人道主義研究實驗室表示，在俄羅斯全面入侵烏克蘭後，至少有2,442名6至17歲的烏克蘭兒童被送往白俄羅斯的13個設施。乌克兰总检察长表示，已有19,000名烏克蘭儿童被转移至俄罗斯控制地区。
美國國防部表示，將向烏克蘭提供備件，以確保烏克蘭在收到F-16戰機後，能夠得到適當的維護。

## 11月17日
烏克蘭空軍表示，俄羅斯發射10架無人機，其中9架被防空部隊擊落，另外俄軍發射數枚S-300導彈，並擊中頓涅茨克州。赫爾松州長表示，俄羅斯軍隊在過去一天使用各種，武器，包括大炮、無人機、坦克和飛機等襲擊赫爾松州，至少造成6名平民死亡，10名平民受傷，其中包括1名兒童。頓涅茨克州代理州長表示，俄羅斯在過去一天對頓涅茨克州發動多次襲擊，至少造成2名平民死亡，3名平民受傷。
烏克蘭武裝部隊總參謀部表示，自全面入侵以來，俄羅斯在烏克蘭損失316,760名士兵，過去一天俄羅斯部隊有1,140人傷亡，累計損失5,415輛坦克、10,132輛裝甲戰車、10,077輛汽車和油箱、7,712個火炮系統和5,709架無人機等。烏克蘭海軍陸戰隊表示，俄羅斯軍隊在赫爾松附近的第聶伯羅河戰役中，已有1,216名士兵死亡，2,217人受傷，損失24輛坦克、48輛裝甲車、89門火炮系統和迫擊炮、135輛其他車輛、9輛多管發射火箭系統和14艘船隻。烏克蘭海軍發言人表示，自全面入侵開始以來，烏克蘭軍事行動在黑海摧毀15艘俄羅斯軍艦，損壞12艘。
英國廣播公司報道，烏克蘭鄰國羅馬尼亞、匈牙利、斯洛伐克、波蘭和摩爾多瓦當局表示，在2022年2月至2023年8月31日期間，有19,740名烏克蘭男子非法越過邊境，烏克蘭當局透露，超過21,000人在試圖穿越邊境時被逮捕，大多數人試圖步行或游泳穿越邊境，還有近7,000人試圖通過偽造檔案假裝患病逃避兵役。
烏克蘭戰俘待遇協調中心發言人表示，俄羅斯實際上已經停止與烏克蘭交換戰俘，自夏天以來，交換一直停滯不前，最後一次交換發生在8月7日，涉及22名烏克蘭士兵。
荷蘭國防部長表示，荷蘭明年將提供22億美元用於向烏克蘭的軍事支援。芬蘭國防部表示，芬蘭將向烏克蘭提供第20個援助計劃，價值1億歐元。

## 11月18日
烏克蘭空軍表示，俄羅斯部隊對烏克蘭發射38架無人機，其中防空部隊擊落29架。赫爾松州長表示，俄羅斯對赫爾松州發動多次襲擊，至少造成1名平民死亡，3名平民受傷。另外，州長表示，俄羅斯多次炮擊當地，至少造成2名平民受傷。
烏克蘭武裝部隊總參謀部表示，自全面入侵以來，俄羅斯在烏克蘭損失317,380名士兵，過去一天俄羅斯部隊有620人傷亡，累計損失5,422輛坦克、10,141輛裝甲戰車、10,091輛汽車和油箱、7,726個火炮系統和5,726架無人機等。烏克蘭塔夫里亞戰略行動小組發言人表示，俄羅斯軍隊準備對頓涅茨克州阿瓦迪夫卡發動第三波進攻。
英國國防部表示，烏克蘭和俄羅斯在戰場上都沒有取得實質性進展，隨著冬天的開始，前線發生重大變化的可能性十分低。
俄羅斯國營通訊社「塔斯社」報道，名叫Oleksiy Voyevoda的烏克蘭Ka-52直升機飛行員駕駛直升機叛逃俄羅斯。烏克蘭軍事情報局駁斥有關說法，直指俄羅斯製造有關宣傳，以減少俄羅斯士兵叛逃烏克蘭所導致的聲譽損害。
烏克蘭哈爾科夫州長表示，十幾名兒童仍然留在哈爾科夫州遭俄軍猛烈攻擊的庫皮揚斯克地區，另有283人被疏散。
烏克蘭數字化轉型部長表示，烏克蘭政府已向前線最激戰地區部隊分發2000多架烏克蘭生產的無人機。烏克蘭總檢察長表示，烏克蘭已經收集109,000起俄羅斯在烏克蘭犯下戰爭罪行的證據，確定400多名戰爭嫌疑人，其中約300人已被起訴，66人被定罪，數字包括網路戰爭犯罪的4項調查和對危害環境犯罪的265項調查，其中大部分是新卡霍夫卡大壩潰堤的調查。烏克蘭國家安全和國防委員會宣布，制裁100名個人和實體，涉嫌參與綁架和非法驅逐烏克蘭兒童，包括多名已逃往俄羅斯的前烏克蘭官員和40個俄羅斯法律實體。

## 11月19日
烏克蘭武裝部隊總參謀部表示，俄羅斯發射20架無人機，其中防空部隊擊落15架。赫爾松市軍事管理局負責人表示，俄羅斯軍隊炮擊赫爾松市，至少造成1名6歲女童受傷。另外，赫爾松州長表示，俄羅斯對赫爾松市發動襲擊，至少造成5名平民受傷，包括1名3歲女童。蘇梅地區檢察官辦公室表示，俄羅斯對蘇梅州塞雷迪納-布達發動迫擊炮襲擊，至少造成1名平民死亡。
烏克蘭武裝部隊總參謀部表示，自全面入侵以來，俄羅斯在烏克蘭損失318,570名士兵，過去一天俄羅斯部隊有1,190人傷亡，累計損失5,435輛坦克、10,166輛裝甲戰車、10,120輛汽車和油箱、7,744個火炮系統和5,755架無人機等。烏克蘭國防部第一副部長表示，烏克蘭軍隊在過去一週摧毀711個俄羅斯軍事裝備以及7,029名俄羅斯士兵。
俄羅斯莫斯科市長表示，防空部隊在莫斯科州上空擊落1架無人機。俄羅斯控制下的庫瑪喬韋一家舞厅遭到乌克兰袭击，造成20名俄罗斯人和一名女演员死亡。當時俄羅斯士兵正在該舞廳觀看表演。
烏克蘭總統澤連斯基宣佈，解僱烏克蘭武裝部隊醫務部隊指揮官特蒂亞娜·奧斯塔申科，此前已有不少醫護人員和志願者因沒有購買任何急救包或國際援助提供的急救包沒有得到適當檢查，而要求解僱奧斯塔申科。另外，澤連斯基在每日講話中表示，希望國際社會向俄羅斯發出訊號，即世界不厭倦支援烏克蘭，並表示將繼續為本週計劃中的國際活動做準備，關鍵是保證烏克蘭明年會獲得足夠支援，亦感謝荷蘭最近公布的軍事援助。
非牟利智庫「戰爭研究所」表示，烏克蘭和俄羅斯軍隊正在烏克蘭東部和南部繼續作戰行動，雨天可能會繼續減緩戰鬥行動的步伐，直到冬季條件完全開始。
俄羅斯獨立媒體Mediazona與BBC新聞俄語根據公共來源，包括訃告、親屬、地區媒體和地方當局的報道，證實自2022年2月俄羅斯全面入侵烏克蘭以來，喪生的37,052名俄羅斯士兵名字，並明確表示，實際數字可能更高。

## 11月20日
烏克蘭當局表示，截至20日上午9時，俄羅斯在過去24小時內，一共襲擊9個州，包括聶伯彼得羅夫斯克州、哈爾科夫州、扎波羅熱州、蘇梅州、切爾尼戈夫州、尼古拉耶夫州、盧甘斯克州、赫爾松州和頓涅茨克州，至少造成3名平民死亡，9名平民受傷。赫爾松州州長表示，俄罗斯炮擊赫爾松一個運輸設施，至少造成2名司機死亡，1名司機受傷。。第聶伯羅彼得羅夫斯克州州長表示，俄羅斯襲擊尼科波尔，至少造成1名平民死亡，1名平民受傷。內政部長表示，俄羅斯軍隊晚上向頓涅茨克州一家醫院發射4枚導彈，至少造成1名平民死亡，6名平民受傷。
烏克蘭武裝部隊總參謀部表示，自全面入侵以來，俄羅斯在烏克蘭損失319,210名士兵，過去一天俄羅斯部隊有640人傷亡，累計損失5,439輛坦克、10,168輛裝甲戰車、10,127輛汽車和油箱、7,748個火炮系統、899個多發火箭發射系統、588個防空系統、323架飛機、324架直升機、5,764架無人機、22艘船隻和1艘潛艇。另外，總參謀部表示，在过去24小时内，乌军在前线地区进行多次战斗，苏梅、卢甘斯克、顿涅茨克、哈尔科夫、扎波罗热、赫尔松等多地区遭俄军炮弹及导弹袭击。
俄罗斯国防部表示，俄军在库皮扬斯克、红利曼、顿涅茨克、扎波罗热、赫尔松等方向击退乌军多次进攻并发动多次攻势，造成340名乌军人员死亡或受傷，摧毁多辆装甲车、汽车以及自行火炮等装备。
烏克蘭國會人權監察員表示，除了調解營救被驅逐的烏克蘭兒童外，卡達準備加入營救被俄羅斯俘虜的烏克蘭平民。烏克蘭戰俘待遇協調總部表示，烏克蘭從俄佔地區取回94名陣亡烏克蘭士兵遺體，作為交換，烏克蘭將數名在戰鬥中喪生的俄羅斯士兵的遺體移交俄羅斯。
烏克蘭國家反腐敗局表示，烏克蘭國家通訊和資訊保護局局長及其副手，涉嫌貪汙超過170萬美元國家資金，遭到解僱和拘捕。
美國國防部長奧斯汀訪問烏克蘭，並會見總統澤連斯基，加強對烏克蘭爭取自由的堅定支援，美國將繼續與烏克蘭站在一起，爭取反對俄羅斯侵略的自由。美国國防部表示，總統拜登批准向乌克兰提供價值1亿美元的军事援助，包括高機動炮兵火箭系統和附加彈藥、155毫米和105毫米炮彈、標槍和AT-4反坦克系統以及300多萬發小武器彈藥。美國國務卿布林肯宣佈，制裁俄羅斯上校阿扎特貝克·奧穆爾貝科夫和警衛隊成員丹尼爾·弗羅爾金，涉嫌在烏克蘭布查和安德里耶夫卡殺害烏克蘭平民。
非牟利組織「戰爭研究所」表示，俄羅斯在芬蘭-俄羅斯邊境的混合戰爭戰術，是希望破壞俄羅斯邊境附近北約國家穩定的行動一部分。11月起大量伊拉克、敘利亞、土耳其和索馬利亞等難民和移民企圖越過芬蘭-俄羅斯邊境，到芬蘭尋求庇護，芬蘭方面則宣布關閉與俄羅斯的邊境。
日本外務副大臣辻清人和經濟產業副大臣岩田和親與日本企業組成代表團抵達基輔，並會見烏克蘭官員。

## 11月21日
烏克蘭赫爾松州州長表示，在過去24小時內，俄羅斯軍隊襲擊赫爾松州44次，至少造成2名平民死亡，3名平民受傷。另外，州長表示，俄羅斯對貝里斯拉夫發動空襲，至少造成1名平民死亡，1名平民受傷。赫爾松州檢察官辦公室表示，俄羅斯多次對赫爾松州進行炮擊和空襲，至少造成4名平民受傷。第聶伯羅彼得羅夫斯克州州長表示，俄羅斯對尼科波爾發動襲擊，至少造成2名平民受傷。
烏克蘭武裝部隊總參謀部表示，自全面入侵以來，俄羅斯在烏克蘭損失319,820名士兵，過去一天俄羅斯部隊有610人傷亡，累計損失5,446輛坦克、10,174輛裝甲戰車、10,134輛汽車和油箱、7,752個火炮系統和5,771架無人機等。烏克蘭武裝部隊副總參謀長表示，在不到兩年的時間，超過10萬名烏克蘭士兵在30多個夥伴國家接受培訓。
俄羅斯國防部和當地州長表示，2架无人机分別在俄罗斯库尔斯克州和奥廖尔州上空被击落。
聯合國烏克蘭人權監測團表示，自2022年2月俄羅斯全面入侵烏克蘭以來，至少有10,000名平民喪生，其中560多名兒童，18500多人受傷，86%的平民傷亡記錄在基輔控制的烏克蘭領土上，實際死亡和受傷人數可能會大大增加。
摩爾多瓦總統和歐洲理事會主席到訪基輔，參與慶祝烏克蘭「尊嚴與自由日」，紀念2004年「橙色革命」和2013年的「廣場革命」。德國國防部長到訪烏克蘭，宣布再向烏克蘭提供價值13億歐元的軍事裝備。
乌克兰國家安全局表示，烏克蘭東正教莫斯科牧首區文尼察教区一名神職人員被捕，涉嫌散布亲俄言論。
聯合國大會通過由奧運主辦國法國起草的決議，呼籲在2024年巴黎夏季奧運期間遵守傳統的「奧林匹克休戰」以118票贊成、0票反對的結果通過，只有俄羅斯與敘利亞棄權，敦促會員國自明年巴黎夏季奧運開幕前7天到帕拉林匹克運動會閉幕後7天「各自與集體遵守奧林匹克休戰」。

## 11月22日
烏克蘭空軍表示，烏克蘭軍隊擊落所有14架從俄羅斯發射的無人機。赫爾松州州長表示，俄羅斯過去一天使用迫擊炮、坦克、多管火箭系統、火炮、無人機和飛機襲擊該州115次，包括向赫爾松市發射46枚炮彈，至少造成1名平民死亡，7名平民受傷。第聶伯羅彼得羅夫斯克州州長表示，俄罗斯炮击尼科波尔，至少造成2名平民受伤，8栋房屋和1条天然气管道損壞，1,200户家庭停电。烏克蘭防空部隊表示，俄軍1枚巡航导弹擊中扎波罗热，造成當地基础设施受損。頓涅茨克州檢察官辦公室表示，俄羅斯在頓涅茨克州多地發動襲擊，至少造成2名平民死亡，1名平民受傷。
烏克蘭武裝部隊總參謀部表示，自全面入侵以來，俄羅斯在烏克蘭損失320,670名士兵，過去一天俄羅斯部隊有850人傷亡，累計損失5,446輛坦克、10,188輛裝甲戰車、10,159輛汽車和油箱、7,769個火炮系統和5,789架無人機等。烏克蘭軍方塔夫里亞作戰戰略小組指揮官表示，在南部前線行動的俄羅斯部隊大幅增加襲擊和空襲的數量，但烏克蘭軍隊成功阻止，並進行反擊造成俄軍重大損失，自11月21日以來，俄羅斯軍隊在塔夫里亞小組負責的南部前線進行29次空襲和近1000起炮擊，在遭三面圍困的阿瓦迪夫卡烏克蘭軍隊仍保持強大力量，俄羅斯損失慘重，損失高達500人，3輛坦克、軍事裝備和3個彈藥庫。
烏克蘭軍隊戰略通訊部門表示，11月19日俄羅斯第810海軍陸戰隊旅成員在俄羅斯導彈部隊和炮兵日之際，出席頓涅茨克州斯塔拉別舍韋附近的頒獎儀式，其中俄羅斯女演員波琳娜．曼希赫亦有出席進行表演，期間烏軍使用海馬斯導彈系統發動襲擊，至少造成25名俄羅斯海軍陸戰隊員死亡，100多人受傷。
俄羅斯國防部表示，俄羅斯軍隊摧毀4艘正在前往被佔領的克里米亞途中的無人艇。俄罗斯总统普京表示，俄方从未拒绝过与乌克兰举行和谈，宣布退出谈判进程的是乌方。
俄羅斯一家法院判處一名17歲少年，試圖放火焚燒基洛夫斯克和聖彼得堡的兩個軍事入伍辦公室，監禁6年。
美國廣播公司援引未透露姓名的乌克兰官员消息報道，自10月7日以色列-哈馬斯战争爆發以来，美国提供的155毫米口徑炮弹相較此前减少了30%以上。美國國防部發言人对此予以否认。
立陶宛國防部表示，立陶宛將向乌克兰提供300万枚7.62×51毫米口徑的小型武器弹药、远程引爆系统和冬季装备。北馬其頓國防部長表示，已經完成協助訓練第一批烏克蘭士兵。保加利亞議會批准向烏克蘭提供裝甲運輸車以及相應的武器和備件。德國政府表示，已經向烏克蘭交付20輛裝甲車、1輛排雷坦克、2380枚155毫米炮彈和其他援助。
瑞士聯邦委員會宣佈，批准將25輛退役的豹2坦克轉移到德國，但條件是不得離開歐盟或北約成員國。

## 11月23日
烏克蘭當局表示，截至23日上午9時，俄羅斯在過去24小時內，一共襲擊8個州，包括第聶伯羅彼得羅夫斯克州、哈爾科夫州、扎波羅熱州、蘇梅州、切爾尼戈夫州、尼古拉耶夫州、赫爾松州和頓涅茨克州，至少造成3名平民死亡，4名平民受傷。赫爾松州州長表示，俄羅斯軍隊襲擊貝里斯拉夫，至少造成1名平民死亡。另外，州長表示，俄羅斯對喬爾諾巴伊夫卡發動集束彈藥襲擊，至少造成3名平民死亡，5名平民受傷。赫爾松市軍事管理局局長表示，俄羅斯對赫爾松市第聶伯羅夫斯基發動襲擊，至少造成造成3名平民受傷，包括2名兒童。
烏克蘭武裝部隊總參謀部表示，自全面入侵以來，俄羅斯在烏克蘭損失321,800名士兵，過去一天俄羅斯部隊有1,130人傷亡，累計損失5,466輛坦克、10,224輛裝甲戰車、10,198輛汽車和油箱、7,802個火炮系統和5,799架無人機等。烏克蘭國家安全局表示，成功暗殺前俄佔哈爾科夫州副領導人亞歷山大·斯利薩連科。
烏克蘭總統澤倫斯基透過總統令宣佈，烏克蘭對世界各地的300多家俄羅斯和外國公司實施經濟制裁。烏克蘭國家預防腐敗局表示，由于德國公司「可耐福」继续在俄罗斯开展业务，列入「国际战争赞助者」名单。烏克蘭克里米亞和塞瓦斯托波爾檢察官辦公室表示，8名叛逃到俄佔克里米亞的法官因叛國罪，在缺席審訊下被判處12-15年監禁。
俄羅斯别尔哥罗德国立大学一名学生在莫斯科征兵办公室拍照时被逮捕。俄羅斯当局指控他计划放火焚烧征兵办公室，而學生的律师则称，他當時正准备应征入伍登记，所以拍了一张征兵办公室的照片。

## 11月24日
烏克蘭武裝部隊總參謀部表示，俄羅斯軍隊發射2枚Kh-59導彈和3架無人機，其中防空部隊擊落所有無人機。赫爾松州州長表示，自23日上午以來，俄軍對赫爾松州的襲擊，至少造成3名平民死亡，11名平民受傷，包括3名兒童。另外，州長表示，俄羅斯對赫爾松州第聶伯羅夫斯克發動炮擊，至少造成1名平民死亡，1名平民受傷。
烏克蘭武裝部隊總參謀部表示，自全面入侵以來，俄羅斯在烏克蘭損失322,900名士兵，過去一天俄羅斯部隊有1,100人傷亡，累計損失5,496輛坦克、10,256輛裝甲戰車、10,230輛汽車和油箱、7,833個火炮系統和5,800架無人機等。
俄羅斯國防部表示，俄羅斯在俄佔克里米亞上空擊落13架烏克蘭無人機，在伏爾加格勒州南部擊落3架無人機。
拉脫維亞總統和立陶宛總理分別到訪基輔，會見烏克蘭總統澤連斯基和其他官員，以及到訪「大屠殺」舊址。烏克蘭總統澤連斯基在記者會上表示，烏克蘭需在國際上取得三個關鍵的「勝利」，包括說服美國國會和歐盟批准援助計劃，以及正式啓動加入歐盟的談判。另外，澤連斯基宣布最新的軍方人員異動，包括國民警衛隊4名副指揮官被解職，沒有說明原因。
烏克蘭國家安全局表示，確認俄羅斯指揮官亞歷山大·多沙加耶夫，涉嫌在2022年3月於基輔州布查下令殺害至少4名烏克蘭平民。另外，國家安全局表示，1名烏克蘭男子因在頓涅茨克州為俄羅斯軍隊從事間諜活動而被判處12年監禁。文尼察一名居民被指控為俄罗斯空袭烏克蘭提供幫助而被判处15年监禁。
烏克蘭扎波羅熱州州長表示，調查後發現扎波羅熱州內，3個不同企業內發現有近500噸人道主義援助物資，其中包括食品、必需品和其他材料。這些人道主義援助物資被故意隱藏起來，沒有及時發給要用到這些物資的人。
英國廣播公司報道，自2022年2月俄羅斯入侵烏克蘭以來，約有65萬名18-60歲的烏克蘭男子離開烏克蘭前往歐洲，目前有50多萬烏克蘭男子居住在27個歐盟成員國以及瑞士、列支敦斯登和挪威，其中許多人沒有證件。
烏克蘭國防部副部長表示，烏克蘭政府將撥款48億美元用於購買彈殼和導彈，作為2024年國防預算的一部分。
乌克兰国家预防腐败局将三家希腊航运公司从国际战争赞助商名单中删除。

## 11月25日
烏克蘭防空部隊表示，俄軍在大饑荒紀念日發動自2022年全面入侵以來最猛烈的無人機襲擊，目標是首都基輔，合共發射75架無人機，其中74架被防空系統擊落。基輔市長表示，這是「對基輔最大規模的無人機空襲」，長達6小時的無人機攻擊中，至少造成5名平民受傷，包括1名兒童，多棟建築物受損，其中包括一個幼兒園。除基輔外，蘇梅、第聶伯羅彼得羅夫斯克、扎波羅熱、尼古拉耶夫和基洛沃拉德地區亦報告遭到攻擊。烏克蘭赫爾松州州長表示，俄羅斯軍隊在過去一天襲擊赫爾松州100次，至少造成1名平民死亡，3名平民受傷。烏克蘭切爾尼戈夫州警察局表示，俄羅斯對切爾尼戈夫州塞梅尼夫卡發動迫擊襲擊，造成1名平民受傷。
烏克蘭武裝部隊總參謀部表示，自全面入侵以來，俄羅斯在烏克蘭損失323,760名士兵，過去一天俄羅斯部隊有860人傷亡，累計損失5,502輛坦克、10,263輛裝甲戰車、10,259輛汽車和油箱、7,851個火炮系統和5,808架無人機等。烏克蘭軍方塔夫里亞作戰戰略小組指揮官表示，俄羅斯軍隊減少對烏克蘭前線的空襲次數，但其步兵的活動頻率仍然很高，俄軍過去一天對東南前線進行4次空襲，雙方發生50次衝突，俄軍發起912起炮擊，俄軍在有關區域失去502名士兵，1輛坦克、4輛裝甲運兵車、4支火炮系統和12架無人機。3名俄羅斯士兵投降。
烏克蘭總統澤連斯基和夫人葉蓮娜在基輔參加1932年至1933年烏克蘭大饑荒90周年的紀念活動，並形容同日早上俄軍在大饑荒紀念日的大規模無人機襲擊，是蓄意的恐怖襲擊。
英國國防部表示，俄羅斯黑海艦隊利用新羅西斯克海軍基地為船隻重新裝載巡航飛彈，可能會成為艦隊作戰效能的一個重要因素。
非牟利智庫「戰爭研究所」表示，俄羅斯軍隊繼續在阿瓦迪夫卡附近進行行動，並確認已取得進展，地理定位影片表明，俄羅斯軍隊向阿瓦迪夫卡西北7公里的定居點克拉斯諾霍裡夫卡向北推進。
瑞士聯邦總統到訪烏克蘭首都基輔，並與總統澤連斯基會面，討論使用凍結的俄羅斯資產援助烏克蘭以及瑞士在實施烏克蘭提出的和平計劃的作用。
欧盟承诺向烏克蘭提供5000万欧元，来修复在俄罗斯袭击中受损的乌克兰港口基础设施。阿塞拜疆向乌克兰交付了Revival P机械化排雷机。

## 11月26日
烏克蘭武裝部隊總參謀部表示，自全面入侵以來，俄羅斯在烏克蘭損失324,830名士兵，過去一天俄羅斯部隊有1,070人傷亡，累計損失5,513輛坦克、10,279輛裝甲戰車、10,288輛汽車和油箱、7,874個火炮系統和5,901架無人機等。
俄羅斯國防部表示，在俄羅斯首都莫斯科、布良斯克、卡盧加和圖拉地區擊落至少24架無人機。烏克蘭軍方消息指，使用大約35架無人機襲擊俄羅斯軍事目標，以迴應俄羅斯一天前對烏克蘭的大規模無人機襲擊。图拉一栋公寓楼被一架无人机击中，至少造成1名平民受伤。莫斯科主要机场的航班停飞。
俄佔顿涅茨克地區遭到烏克蘭襲擊，部分地區的的电力和供暖被切断。俄罗斯斯摩棱斯克的一家飞机制造厂遭到乌克兰无人机的袭击。
英國國防部表示，俄羅斯可能已將位於加里寧格勒飛地的戰略防空系統移至填補烏克蘭前線的損失。
乌克兰国际象棋联合会副主席在前线阵亡。

## 11月27日
烏克蘭當局表示，截至27日上午9時，俄羅斯在過去24小時內，一共襲擊9個州，包括第聶伯羅彼得羅夫斯克州、哈爾科夫州、盧甘斯克州、扎波羅熱州、蘇梅州、切爾尼戈夫州、尼古拉耶夫州、赫爾松州和頓涅茨克州，至少造成2名平民受傷。烏克蘭第聶伯羅彼得羅夫斯克州州長表示，俄羅斯軍隊6次襲擊尼科波爾，至少造成1名平民受傷。
烏克蘭武裝部隊總參謀部表示，自全面入侵以來，俄羅斯在烏克蘭損失325,580名士兵，過去一天俄羅斯部隊有750人傷亡，累計損失5,520輛坦克、10,282輛裝甲戰車、10,299輛汽車和油箱、7,875個火炮系統和5,905架無人機等。流亡的烏克蘭梅利託波爾市長表示，烏克蘭抵抗運動在俄佔梅利託波爾附近，炸燬1輛車臣武裝分子汽車。
英國國防部表示，在過去6星期裡，俄羅斯部隊遭受「高傷亡率」問題，主要是俄羅斯對阿瓦迪夫卡的進攻造成，11月平均每日損失931名士兵。
烏克蘭哈爾科夫州地區警察表示，已經完成疏散庫皮揚斯克市296名兒童及其家人。
烏克蘭國家調查局表示，基輔州官員和一名商人涉嫌私自將部隊倉庫中的食品出售，食品價值至少為138,000美元。

## 11月28日
烏克蘭當局表示，截至28日上午9時，俄羅斯在過去24小時內，一共襲擊10個州，包括第聶伯羅彼得羅夫斯克州、哈爾科夫州、盧甘斯克州、扎波羅熱州、蘇梅州、切爾尼戈夫州、赫梅利尼茨基州、尼古拉耶夫州、赫爾松州和頓涅茨克州，至少造成1名平民死亡，2名平民受傷。烏克蘭扎波羅熱州長表示，俄羅斯對扎波羅熱發動導彈襲擊，至少造成1名平民受傷。第聶伯羅彼得羅夫斯克州州長表示，俄羅斯對尼科波爾發動炮擊，至少造成1名平民死亡，2名平民受傷。頓涅茨克州檢察官辦公室表示，俄羅斯對託列茨克發動空襲，至少造成4名平民受傷。蘇梅州軍事管理局表示，俄羅斯對塞雷迪納-布達鎮附近發動襲擊，至少造成3名平民死亡，其中包括1名7歲女童，3名平民受傷。
烏克蘭武裝部隊總參謀部表示，自全面入侵以來，俄羅斯在烏克蘭損失326,440名士兵，過去一天俄羅斯部隊有860人傷亡，累計損失5,523輛坦克、10,285輛裝甲戰車、10,302輛汽車和油箱、7,876個火炮系統和5,905架無人機等。烏克蘭國家抵抗中心表示，俄佔赫爾松地區尤維萊因一棟建築遭到襲擊，至少造成5名俄羅斯高階官員喪生。 。
俄羅斯媒體報道，在烏克蘭境內作戰的俄罗斯海军第14军副司令弗拉基米爾·扎瓦茨基遭地雷炸死。
烏克蘭多間傳媒報道，烏克蘭國防部情報總局局長布達諾夫的妻子瑪麗安娜，重金屬中毒，正住院治療，已完成首階段治療，引述消息指，可能有人在食物中落毒導致，情報總局多名職員亦都中毒。及後，烏克蘭國防部情報總局局長發言人證實瑪麗安娜重金屬中毒，並正在接受治療。
烏克蘭總統泽连斯基接受多間亞洲傳媒訪問表示，除非俄羅斯軍隊撤離烏克蘭領土，否則不會談判停火＇並呼籲北京不要向俄羅斯提供武器。 乌克兰國家安全局表示，在敖德萨逮捕一名俄罗斯间谍。
俄羅斯库尔斯克一家法院表示，2022年俄羅斯入侵烏克麗期间，俄軍在烏克蘭切尔尼戈夫附近俘虏一名為烏克蘭而戰的俄罗斯人，涉嫌參與「極端主義組織」被判处12年监禁。

## 11月29日
烏克蘭當局表示，截至29日上午9時，俄羅斯在過去24小時內，一共襲擊10個州，包括第聶伯羅彼得羅夫斯克州、哈爾科夫州、盧甘斯克州、扎波羅熱州、蘇梅州、切爾尼戈夫州、基輔州、尼古拉耶夫州、赫爾松州和頓涅茨克州，至少造成5名平民死亡，22名平民受傷。烏克蘭空軍表示，烏克蘭軍隊擊落俄羅斯發射的所有21架無人機。
烏克蘭武裝部隊總參謀部表示，自全面入侵以來，俄羅斯在烏克蘭損失327,580名士兵，過去一天俄羅斯部隊有1,140人傷亡，累計損失5,538輛坦克、10,312輛裝甲戰車、10,348輛汽車和油箱、7,908個火炮系統和5,944架無人機等。
俄羅斯莫斯科市長表示，防空部隊在接近俄羅斯首都附近的波多利斯克地區擊落一架攻擊無人機。俄羅斯國防部表示，在俄羅斯別爾哥羅德州上空，擊落一架烏克蘭無人機。俄羅斯當地電報頻道表示，一群無人機瞄準俄羅斯布良斯克的一個無人機倉庫，當地居民聽到爆炸聲。
非牟利智庫「戰爭研究所」表示，烏克蘭軍隊在烏克蘭南部赫爾松州第聶伯羅河左岸取得進展，並引述俄羅斯軍事博主所指，烏克蘭加強在左岸的陣地，並在附近部署多達400名士兵。
烏克蘭總統澤連斯基訪問烏克蘭南部敖德薩、赫爾松和尼古拉耶夫州，並會見平民和軍事人員。烏克蘭哈爾科夫州長表示，居住在哈爾科夫州庫皮安斯克鎮及其周邊地區擁有孩子的家庭已全部疏散。
烏克蘭國家抵抗中心表示，俄羅斯正試圖透過轉移來自中亞的10萬移民到俄佔地區改變當地的人口結構。

## 11月30日
烏克蘭當局表示，截至30日上午9時，俄羅斯在過去24小時內，一共襲擊11個州，包括第聶伯羅彼得羅夫斯克州、哈爾科夫州、盧甘斯克州、扎波羅熱州、蘇梅州、切爾尼戈夫州、赫梅利尼茨基州、尼古拉耶夫州、敖德薩州、赫爾松州和頓涅茨克州，至少造成1名平民死亡，15名平民受傷。烏克蘭頓涅茨克州代理州長表示，俄羅斯對諾沃格羅迪夫卡鎮發動導彈襲擊，至少造成4名平民死亡，5名平民受傷。赫爾松州政府表示，俄羅斯對多地發動襲擊，至少造成3名平民死亡，6名平民受傷。
烏克蘭武裝部隊總參謀部表示，自全面入侵以來，俄羅斯在烏克蘭損失328,760名士兵，過去一天俄羅斯部隊有1,180人傷亡，累計損失5,551輛坦克、10,340輛裝甲戰車、10,361輛汽車和油箱、7,909個火炮系統和5,954架無人機等。
烏克蘭傳媒報道，俄羅斯布里亞特共和國貝加爾—阿穆爾鐵路北穆亞隧道發生爆炸，消息指是烏克蘭國家安全局策劃。俄羅斯傳媒報道，莫斯科州境內的鐵路基礎設施遭到破壞，烏克蘭方面表示破壞是該國所為。
烏克蘭總統辦公室表示，總統澤連斯基和國防部長烏梅羅夫到訪俄羅斯持續進攻中的哈爾科夫州庫皮安斯克一個軍事指揮所。其後，澤連斯基轉抵扎波羅熱，會見主管東南前線行動的塔夫里亞小組指揮官，討論「主要防線」和與俄羅斯和白俄羅斯接壤的地區建造防禦工事。烏克蘭內政部長表示，截止11月30日，俄羅斯一整年的炮擊，至少造成2000多名烏克蘭平民死亡，11000多人受傷。
烏克蘭國防部副部長表示，烏克蘭計劃明年增加導彈、武器和其他軍事裝備的生產，特別是防空系統，包括行動式防空系統或射程超過100公里的防空導彈。
乌克兰国家预防腐败局宣布，由於比利时能源公司Fluxys繼續储存和运输俄罗斯的液化天然气，將其列入其国际战争赞助商名单。
俄羅斯國營媒體「塔斯社」報道，俄羅斯南部城市頓河畔羅斯托夫軍事法院判處一名烏克蘭公民12年監禁，涉嫌策劃於2022年5月9日或勝利日在俄佔赫爾松發動恐怖襲擊。
歐盟委員會主席馮德萊恩表示，作為歐盟彈藥採購計劃的一部分，48萬枚炮彈已經交付烏克蘭或正在前往途中。